# Archie di Sussex
Archie Harrison di Sussex (Londra, 6 maggio 2019) è un principe britannico, membro della famiglia reale, primogenito di Henry, duca di Sussex e Meghan, duchessa di Sussex.
Quarto nipote del re Carlo III, è sesto nella linea di successione al trono britannico, dopo suo zio William, i suoi tre cugini George, Charlotte e Louis e suo padre.

## Biografia

### Annuncio e nascita

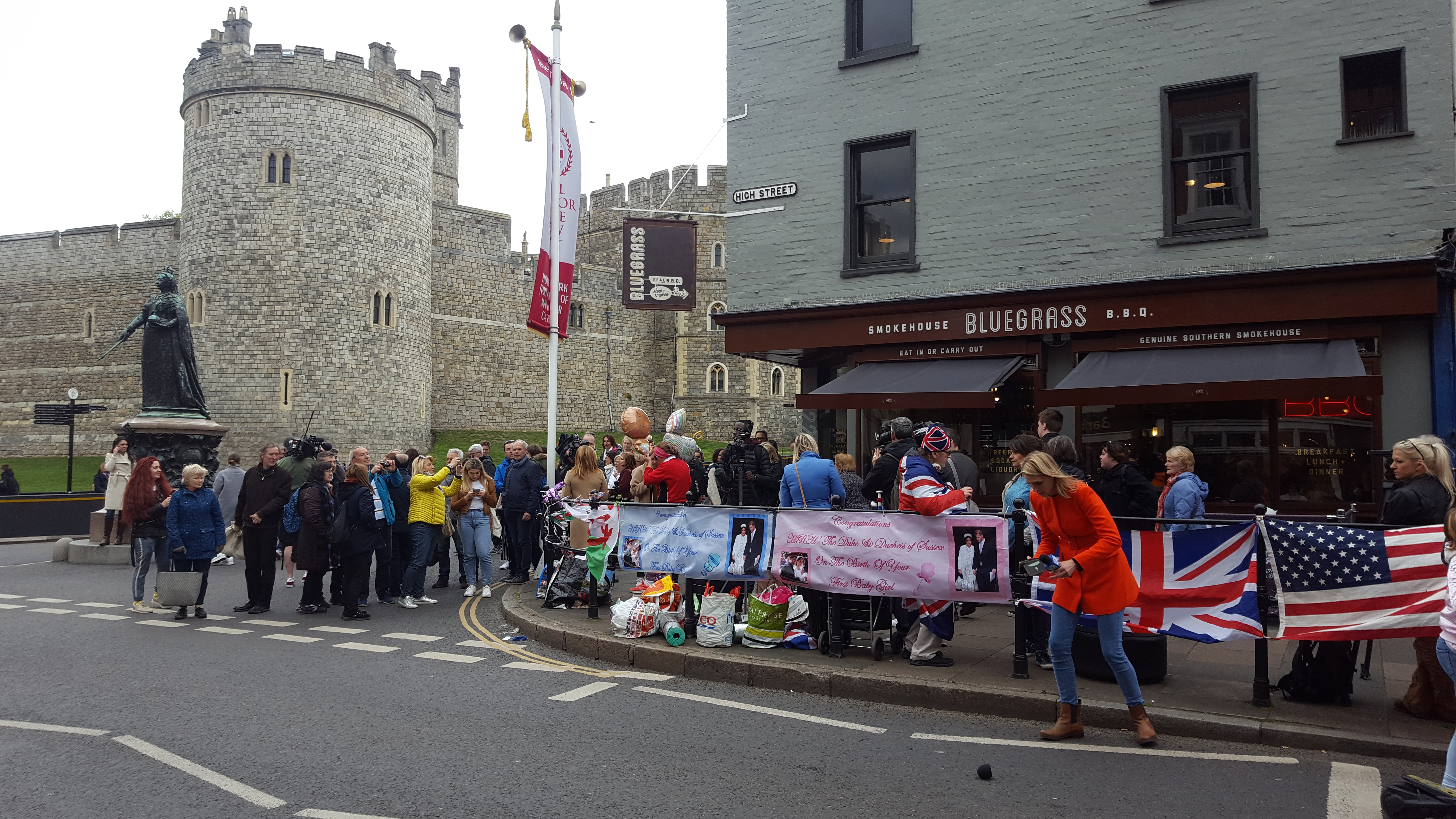
Folla di giornalisti nei pressi del Castello di Windsor mentre attendono l'annuncio della nascita di Archie

Archie Harrison Mountbatten-Windsor è nato il 6 maggio 2019 al Portland Hospital di Westminster. Molti luoghi chiave sono stati illuminati con colori differenti per rimarcare la nascita del giovane reale, tra cui le Cascate del Niagara, la CN Tower ed il London Eye.
È stato mostrato al pubblico per la prima volta al Castello di Windsor due giorni dopo la sua nascita. In quello stesso giorno è stato annunciato il nome del bambino, Archie Harrison Mountbatten-Windsor. Archie è un diminutivo del nome Archibald, mentre Harrison è un patronimico che significa "figlio di Harry". È stato battezzato il 6 luglio 2019 dall'arcivescovo di Canterbury in una cerimonia privata.
Il bambino è dalla nascita sia cittadino britannico che cittadino statunitense.

## Titoli e trattamento
Fino all'8 settembre 2022, essendo Harry il figlio minore del principe di Galles, ora Carlo III del Regno Unito, Archie non era automaticamente per nascita "principe del Regno Unito" né utilizzava il trattamento di "Altezza Reale", e pertanto veniva indicato coi trattamenti tipici di "ogni altro figlio di duca". Per il bambino si sarebbe potuto utilizzare il titolo di conte di Dumbarton, sulla base del diritto di utilizzo di uno dei titoli di cortesia sussidiari di quello del padre, ma i suoi genitori hanno scelto di non usare un titolo di cortesia e hanno deciso che sarebbe stato designato come Master Archie.
Il 9 marzo 2023 il sito web della famiglia reale britannica ufficializza il cambio di titolo e trattamento di Archie in "S.A.R. 
il Principe Archie di Sussex".
- 6 maggio 2019 - 9 marzo 2023: Master Archie Harrison Mountbatten-Windsor
- 9 marzo 2023 - oggi: Sua Altezza Reale il Principe Archie di Sussex

### Posizione costituzionale
In quanto nipote di un monarca, Archie è sesto in linea di successione al trono britannico, subito dopo suo padre. Egli è inoltre erede apparente del ducato di Sussex detenuto da suo padre. Il duca di Sussex è a sua volta preceduto in linea di successione da suo fratello, il principe del Galles, e dai tre figli.

## Ascendenza
|                           |                      |                                  | Genitori                          |  |  | Nonni |  |  | Bisnonni             |  |  | Trisnonni        |  |
|                           |                      |                                  |                                   |  |  |       |  |  | Filippo di Edimburgo |  |  | Andrea di Grecia |  |
|                           |                      |                                  |                                   |  |  |       |  |  | Filippo di Edimburgo |  |  | Andrea di Grecia |  |
|                           |                      | Alice di Battenberg              |                                   |  |  |       |  |  | Filippo di Edimburgo |  |  |                  |  |
| Carlo III del Regno Unito |                      |                                  |                                   |  |  |       |  |  | Filippo di Edimburgo |  |  |                  |  |
|                           |                      | Elisabetta II del Regno Unito    | Giorgio VI del Regno Unito        |  |  |       |  |  |                      |  |  |                  |  |
|                           |                      | Elisabetta II del Regno Unito    | Giorgio VI del Regno Unito        |  |  |       |  |  |                      |  |  |                  |  |
|                           |                      | Elisabetta II del Regno Unito    | Elizabeth Bowes-Lyon              |  |  |       |  |  |                      |  |  |                  |  |
| Henry, duca di Sussex     |                      | Elisabetta II del Regno Unito    |                                   |  |  |       |  |  |                      |  |  |                  |  |
|                           |                      | John Spencer, VIII conte Spencer | Albert Spencer, VII conte Spencer |  |  |       |  |  |                      |  |  |                  |  |
|                           |                      | John Spencer, VIII conte Spencer | Albert Spencer, VII conte Spencer |  |  |       |  |  |                      |  |  |                  |  |
|                           |                      | John Spencer, VIII conte Spencer | Lady Cynthia Hamilton             |  |  |       |  |  |                      |  |  |                  |  |
| Lady Diana Spencer        |                      | John Spencer, VIII conte Spencer |                                   |  |  |       |  |  |                      |  |  |                  |  |
|                           |                      | Hon. Frances Ruth Roche          | Maurice Roche, IV barone Fermoy   |  |  |       |  |  |                      |  |  |                  |  |
|                           |                      | Hon. Frances Ruth Roche          | Maurice Roche, IV barone Fermoy   |  |  |       |  |  |                      |  |  |                  |  |
|                           |                      | Hon. Frances Ruth Roche          | Ruth Sylvia Gill                  |  |  |       |  |  |                      |  |  |                  |  |
| Archie di Sussex          |                      | Hon. Frances Ruth Roche          |                                   |  |  |       |  |  |                      |  |  |                  |  |
|                           | Gordon Arnold Markle | Isaac Thomas Markle              |                                   |  |  |       |  |  |                      |  |  |                  |  |
|                           | Gordon Arnold Markle | Isaac Thomas Markle              |                                   |  |  |       |  |  |                      |  |  |                  |  |
|                           | Gordon Arnold Markle | Ruth Ann Arnold                  |                                   |  |  |       |  |  |                      |  |  |                  |  |
| Thomas Wayne Markle       | Gordon Arnold Markle |                                  |                                   |  |  |       |  |  |                      |  |  |                  |  |
|                           |                      | Doris May Rita Sanders           | Frederick George Sanders          |  |  |       |  |  |                      |  |  |                  |  |
|                           |                      | Doris May Rita Sanders           | Frederick George Sanders          |  |  |       |  |  |                      |  |  |                  |  |
|                           |                      | Doris May Rita Sanders           | Gertrude May Merrill              |  |  |       |  |  |                      |  |  |                  |  |
| Meghan Markle             |                      | Doris May Rita Sanders           |                                   |  |  |       |  |  |                      |  |  |                  |  |
|                           |                      | Alvin Azell Ragland              | Steve Ritchie Ragland             |  |  |       |  |  |                      |  |  |                  |  |
|                           |                      | Alvin Azell Ragland              | Steve Ritchie Ragland             |  |  |       |  |  |                      |  |  |                  |  |
|                           |                      | Alvin Azell Ragland              | Louise Catherine Russell          |  |  |       |  |  |                      |  |  |                  |  |
| Doria Loyce Ragland       |                      | Alvin Azell Ragland              |                                   |  |  |       |  |  |                      |  |  |                  |  |
|                           |                      | Jeanette Arnold                  | James T. Arnold                   |  |  |       |  |  |                      |  |  |                  |  |
|                           |                      | Jeanette Arnold                  | James T. Arnold                   |  |  |       |  |  |                      |  |  |                  |  |
|                           |                      | Jeanette Arnold                  | Nettie Mae Allen                  |  |  |       |  |  |                      |  |  |                  |  |
|                           |                      | Jeanette Arnold                  |                                   |  |  |       |  |  |                      |  |  |                  |  |

Archie di Sussex discende dalla famiglia reale britannica e dalla famiglia Spencer per parte di suo padre, mentre per parte di sua madre da "un impiegato d'albergo di Cleveland e da una lavoratrice di lavanderia di Chattanooga". Per parte di sua madre, ha antenati afroamericani, tedeschi, inglesi, e irlandesi.